# Francolí de Hartlaub
El francolí de Hartlaub (Pternistis hartlaubi) és una espècie d'ocell de la família dels fasiànids (Phasianidae) que habita zones rocalloses des del sud-oest d'Angola fins al centre de Namíbia.